# Le Pouget
Le Pouget är en kommun i departementet Hérault i regionen Occitanien i södra Frankrike. Kommunen ligger i kantonen Gignac som tillhör arrondissementet Lodève. År 2022 hade Le Pouget 2 101 invånare.

## Befolkningsutveckling
Antalet invånare i kommunen Le Pouget
Referens:INSEE